# P.A.Works
P.A.Works هو استوديو استوديو رسوم متحركة ياباني، تم انشاؤه في 10 نوفمبر 2000.

## أعمال الاستوديو

### مسلسلات أنمي تلفزيونية
- True Tears
- Canaan
- Angel Beats!
- هاناساكو إيروها
- Another
- تاري تاري
- Tari Tari RDG: Red Data Girl  [لغات أخرى]‏
- ناجي-آسو : هدوء في البحر
- Uchōten Kazoku
- غلاسليب
- شيروباكو
- شارلوت
- هاروتشيكا
- ساكورا كوست
- سيريوس ذا جييغر
- فيري غون

### افلام انمي
- بروفسور لايتون آند ذا إترنال ديفا
- Mai no Mahō to Katei no Hi
- Hanasaku Iroha : Home sweat Home

## وصلات خارجية
- P.A.Works على موقع IMDb (الإنجليزية)
- P.A.Works على موقع ANN company (الإنجليزية)